# Ajoen
Ajoen dannes af stoffet allicin. Ajoen har samme, måske større blodpropsforebyggende effekt end acetylsalicylsyre. Ajoen har evnen til at hæmme blodpladernes sammenklumpning til blodpropper uden at forstyrre blodets koagulationsevne.